# Iglesia de San Antonio Abate (Ferla)
La iglesia de Sant'Antonio Abate es un lugar de culto ubicado en via Vittorio Emanuele en la zona denominada Quattro Canti di Ferla.   Desde el punto de vista artístico es la más compleja de las iglesias de la ciudad, perteneciente a la archidiócesis de Siracusa, vicariato de Palazzolo-Floridia bajo el patrocinio del Arcipreste de Ferla, Parroquia de San Giacomo Maggiore Apostolo.

## Historia

### Era española
El templo primitivo estaba situado en la parte baja de la ciudad, construido frente a la iglesia del Carmine. El terremoto de Val di Noto de 1693 lo destruyó por completo. La reconstrucción se llevó a cabo en el lugar actual, en el corazón del nuevo centro de la ciudad, en el sector suroeste de Quattro Canti.La iglesia fue diseñada por el fraile-ingeniero Michele La Ferla  con elementos arquitectónicos innovadores, fachada y estructura caracterizadas por el naciente y extendido estilo barroco siciliano con vagos toques decorativos de influencia rococó. La construcción continuó durante más de medio siglo.

### Era contemporánea
El terremoto del 1908 ocasionó que la cúpula bulbosa se derrumbó y arruinó por completo el cuerpo del campanario izquierdo, afectando parcialmente la parte correspondiente de la fachada. El terremoto se sintió en gran parte del este de Sicilia, incluida la provincia de Siracusa, provocando daños en las estructuras de los principales monumentos.
Una placa de mármol atestigua su pertenencia al grupo de monumentos nacionales de especial valor histórico y artístico.

## Fachada
El exterior contempla una fachada sinuosa y articulada de estilo barroco ibleno  compuesta por tres cuerpos cóncavos dispuestos según los ejes verticales, sobre el central se levanta la portada, los dos laterales se caracterizan por la presencia de hornacinas en ricos marcos y Suena el timbre de tantas celdas. La tripartición de los dos primeros órdenes se realiza mediante columnas jónicas con capiteles corintios, colocadas sobre macizos basamentos. En el tabique central el movimiento y la perspectiva cóncava se acentúan mediante pares de columnas dispuestas en hemiciclo, peculiaridad que caracteriza a ambos. el espacio del portal, y el área de la gran hornacina en el nivel intermedio.La portada, única puerta de acceso a la fachada, se inserta en la concavidad central entre el par de columnas internas y presenta un adorno de cortina superior rematado por un tímpano arqueado. Tanto las habitaciones de la fachada como las partes externas del lavabo albergan nichos contenidos en ricos marcos adornados con volutas, conchas en la tapa, rematados por un tímpano arqueado roto y un par de amorcillos en la estela intermedia. Una cornisa - hilada abigarrada con moldura articulada, decorada en el entablamento con relieves que representan motivos geométricos, fitomorfos y antropomorfos, separa los dos primeros órdenes. En el centro se encuentra la gran hornacina con marco, en la superficie interna tiene paneles y dovelas, en la parte superior está rematada por un tímpano arqueado quebrado. La perspectiva se cierra con un gran tímpano cóncavo superpuesto y roto, coronado por dos imponentes pináculos en forma de copa o jarrones flameados de acroteria. En la parte superior un gran pináculo piramidal con decoraciones de volutas, en la parte superior una gran cruz apical con rayos de hierro forjado. A los lados dos grandes volutas rizadas con festones.

Las celdas de la campana tienen ventanas de una sola lanceta a los lados, la de la derecha todavía se completa con una pequeña cúpula de bulbo cuadrado con cúspide y vértices achaflanados, en el cuerpo del tambor hay óculos para esferas, el de la entrada tiene un reloj mecánico. La cornisa correspondiente se enriquece con dos pináculos en forma de copa. El cuerpo gemelo izquierdo está arruinado debido al terremoto de Messina de 1908.

## Interno

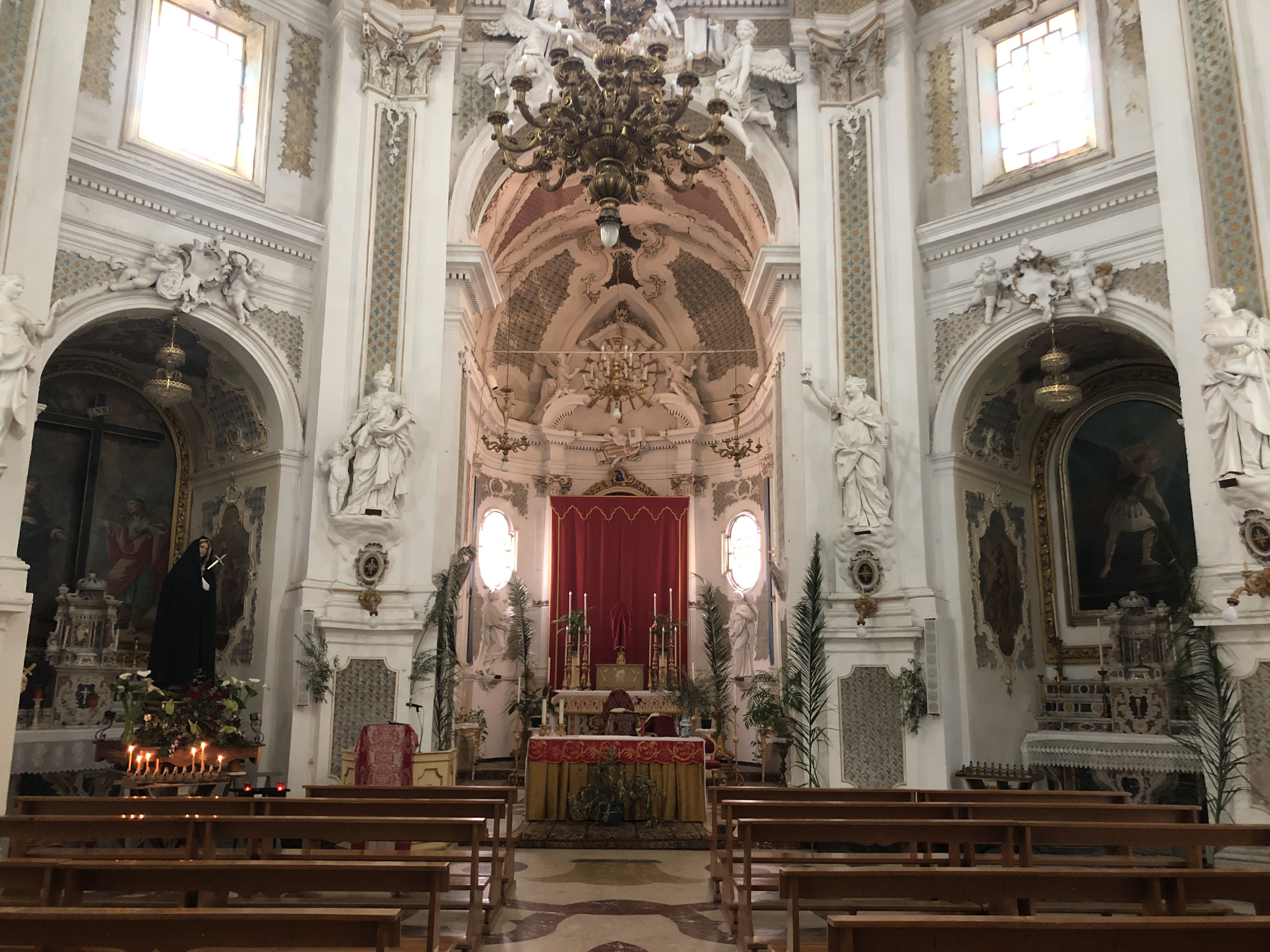
Interiores de la iglesia de Sant'Antonio

El interior tiene planta de cruz griega  de 33 metros por eje, con capillas radiales -tres en los brazos, cuatro escalonadas respecto a las anteriores y dispuestas en las bisectrices-. Otras dos capillas con otros tantos altares y dos Oratorios completan la lista de estancias internas. La cruz está coronada por una cúpula octogonal decorada interiormente con la representación del Triunfo de San Antonio en los cuatro continentes de la Tierra, un aparato pictórico formado por un suntuoso fresco realizado por Giuseppe Crestadoro dividido en cuatro segmentos enmarcados por frisos atribuidos y estucos policromados a un artista que trabaja en la escuela de Serpotta, adornos plásticos que representan a los Cuatro Evangelistas como temas principales.
Las salas de la sala presentan: un notable aparato decorativo en estuco, un rico ciclo pictórico compuesto de frescos y pinturas y un ejemplar ciclo estatuario en estuco acompañado de preciosas estatuas de madera.
Son 14 esculturas de estuco que representan alegorías de las virtudes cardinales (Fortaleza, Justicia, Prudencia y Templanza), virtudes morales y virtudes teologales (Caridad, Fe y Esperanza), de la escuela serpottiana. Ocho de ellos se sitúan en la sala bajo la cúpula, tres pares delimitan los altares en cada brazo.
- Brazo derecho: Capilla de la Madonna degli Agonizzanti. El entorno destaca por su composición barroca formada por un tímpano quebrado adornado con almenas, llevando en el centro la figura de Dios Padre rodeado por un grupo de ángeles. En el edículo se conserva el retablo que representa a la Madonna degli Agonizzanti.
- Brazo izquierdo: Capilla de Santa María Asunta. El tímpano arqueado quebrado alberga un grupo intermedio de estuco que representa la Gloria del Redentor entre querubines alegres y ángeles recostados sobre los cimacios. Altar con pintura que representa a la Virgen Asunta, de origen desconocido. El nicho de atrás alberga la estatua de madera de la Virgen Asunta.

### Ábside

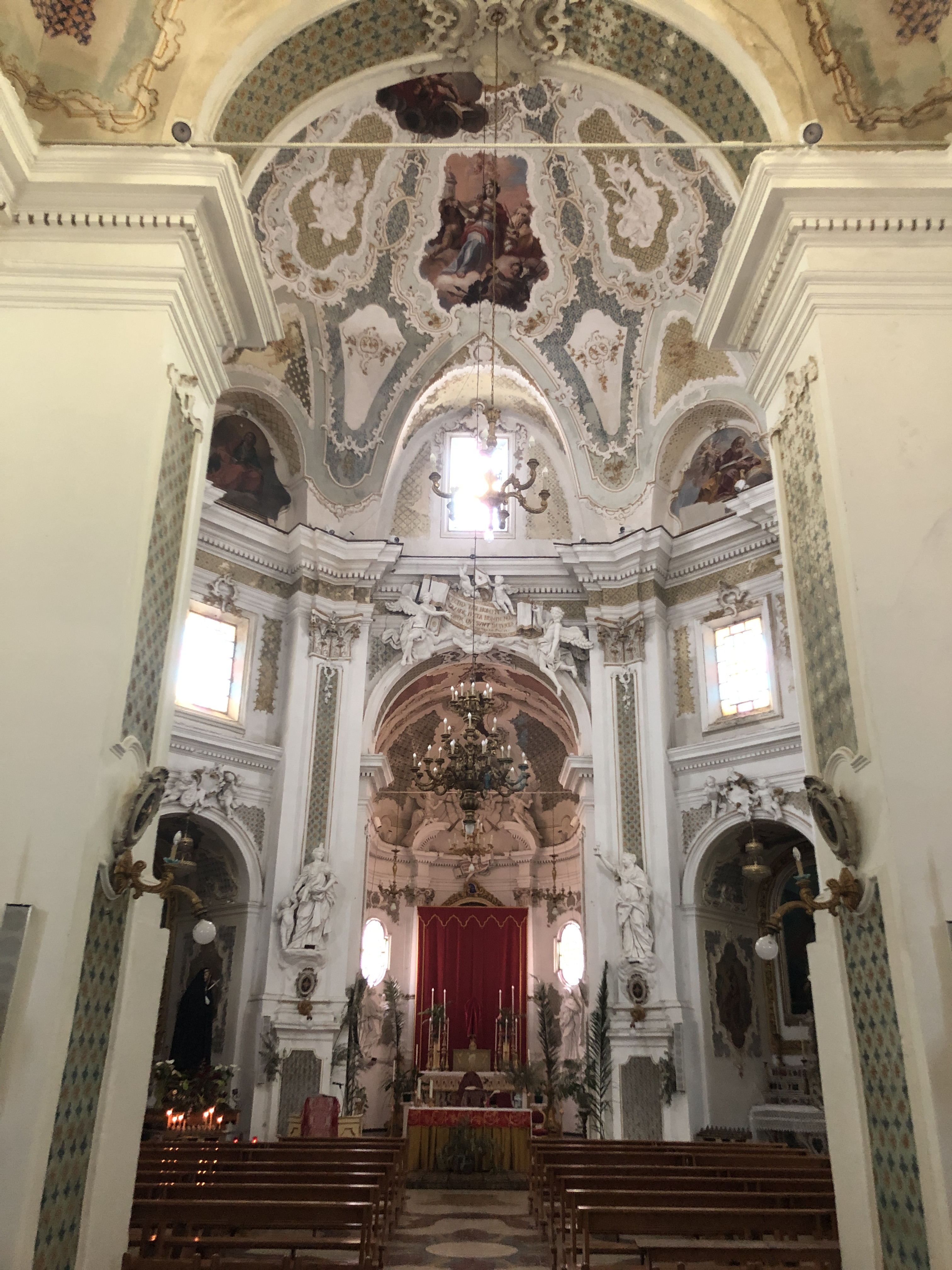
Ábside

El arco triunfal está presidido por la composición barroca formada por ángeles y querubines sosteniendo un gran rollo, en la inscripción se lee: "FECITO TIBI NOMEN: GRANDE, IVXSTA NOMEN MAGNORVM, QVI SVNT IN TERRA (XI Reg., Cap. XII, Num IX °.)".
- Altar mayor en mármol policromado formado por columnas rematadas por un tímpano de arco quebrado, en correspondencia con el remate del ábside hay un rayo intermedio con una paloma, alegoría del Espíritu Santo, ángeles sobre los cimacios, en el centro un putto con cartela. Dos estatuas delimitan el altar, cuyo retablo de 1777 representa a San Antonio y la disputa con los arrianos o Predica di Sant'Antonio, pintado por Giuseppe Crestadoro. En la hornacina posterior se conserva la estatua de madera de San Antonio Abate, obra de 1741, recubierta de pan de oro.
  - Capilla radial derecha: Capilla de San Miguel Arcángel . Altar con tabernáculo de mármol del templo, detrás del cuadro que representa  Arcángel Miguel hay una estatua de madera del líder de las milicias celestiales.
  - Capilla radial izquierda: Capilla del Santo Crucifijo . Altar con Crucifijo de papel maché colocado sobre un cuadro que representa a la Virgen María y San Juan Evangelista. Artefacto caracterizado por un tabernáculo de mármol con un templo columnado con una pequeña cúpula.

Zonas cercanas a la entrada:
- Capilla radial derecha: Capilla de la Resurrección . Altar con pintura.
- Capilla radial izquierda: Capilla de la Virgen . Altar con pintura.

## Obras
- ?, Siete Arcángeles, cuadro documentado.
- Siglo XVII, Huida a Egipto, pintura documentada, obra atribuida al pintor Pietro Novelli.

## Entradas relacionadas
Postes monumentales reconstruidos con la misma planta de cruz griega en estilo barroco siciliano, reconstrucciones posteriores al terremoto en el Val di Noto de 1693 :
- Abadía de Sant'Agata de Catania
- Iglesia de San Giuliano en Catania
- Iglesia de los Minoritas de Catania
- Iglesia de Santa Clara de Noto
- Iglesia de San Francisco de Paola en Lentini
- Iglesia de Santa María del Soccorso de la Compañía de Jesús de Modica

Otras iglesias basadas en el mismo diseño:
- Iglesia de Sant'Agata al Collegio de Caltanissetta
- Iglesia del Carmín de Messina
- Iglesia de San Giuliano en Palermo
- Iglesia de San Antonio Abate en Palermo
- Iglesia de San Carlo dei Milanesi en Palermo
- Iglesia de Santa María de Loreto en Petralia Soprana
- Iglesia del Santísimo Salvador de Petralia Soprana
- Iglesia de Santa María Odigitria en Piana degli Albanesi

- Datos: Q55140394
- Multimedia: Chiesa di Sant'Antonio (Ferla) / Q55140394